# Pongal

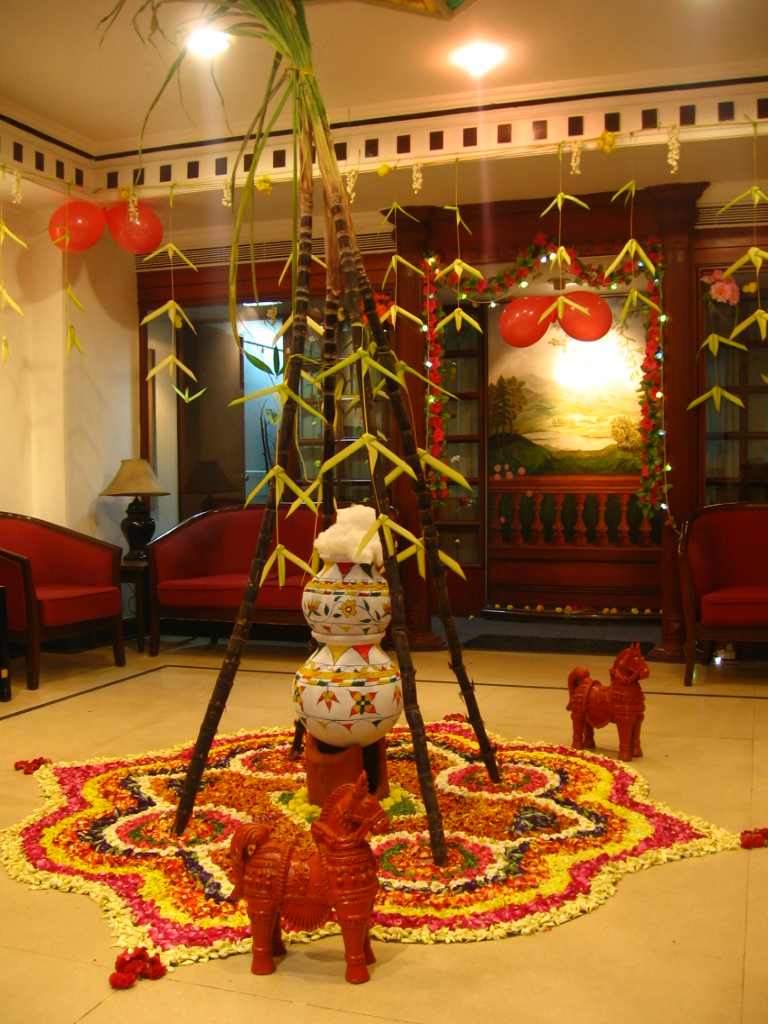
Oficina en Tamil Nadu decorada para el festival de Thai Pongal.

Thai Pongal (en tamil: தைப்பொங்கல்) o sencillamente Pongal es un festival de la cosecha que celebran los tamiles en el estado de Tamil Nadu, del territorio de Pondicherry en la India y en Sri Lanka. 

## Fechas y simbolismo
El Thai Pongal, se celebra en la fecha del solsticio de invierno. Tradicionalmente el Pongal se dedica al dios del Sol Surya, y marca el comienzo del recorrido hacia el norte del Sol desde su extremo sur, un movimiento tradicionalmente denominado uttarayana.  Coincide con el festival Makara Sankranthi que se celebra en toda India como de la cosecha de invierno, y por lo general se realiza entre el 13 al 15 de enero según el calendario gregoriano o sea desde el último mes tamil Maargazhi hasta el tercer día de Thai. Esto también representa al solsticio en la India cuando el Sol entra en la décima casa del zodíaco de la India Makaram o Capricornio.

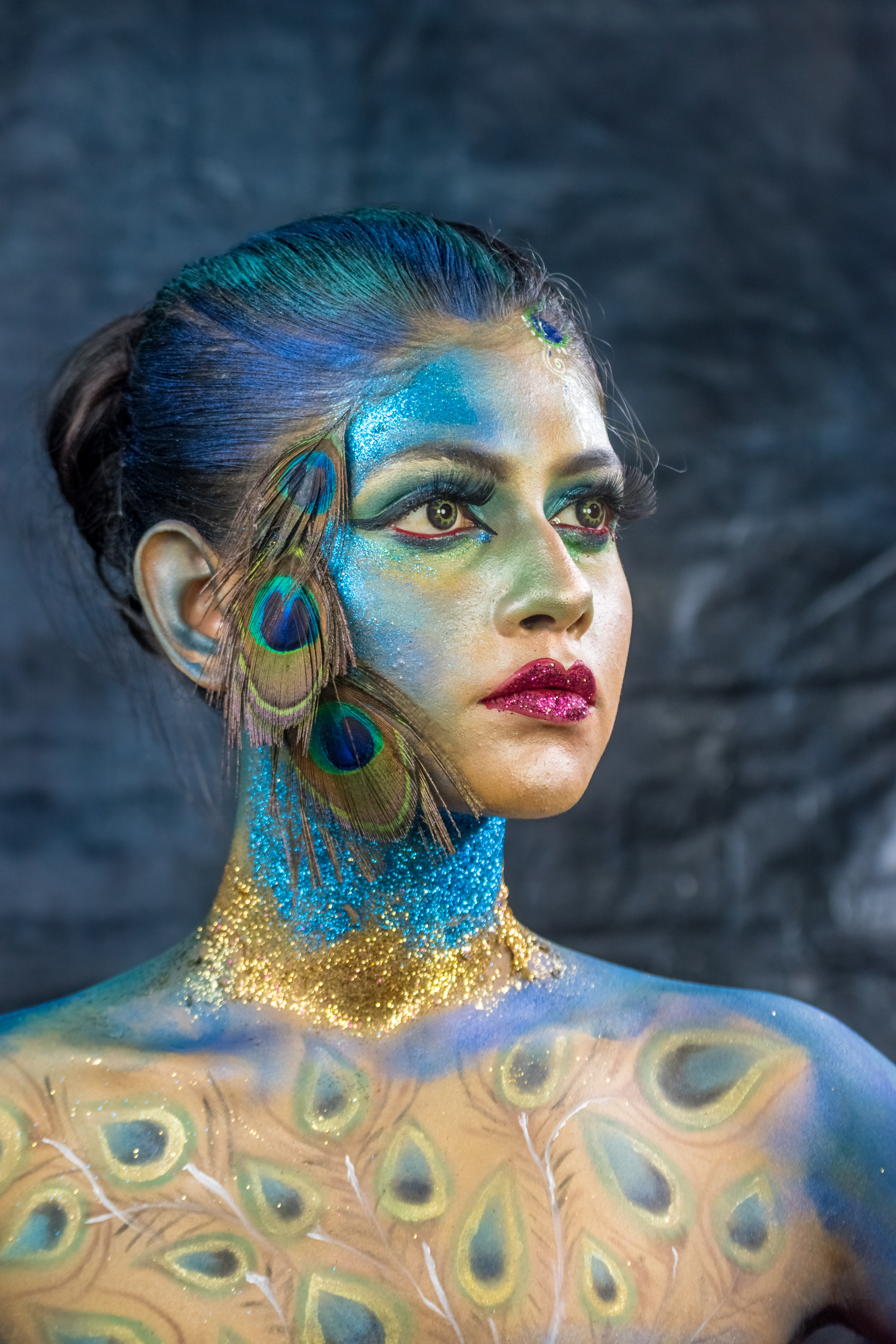
Retrato de una bailarina de la danza del Pavo Real maquillada

El dicho  "Thai Pirandhal Vazhi Pirakkum" (தை பிறந்தால் வழி பிறக்கும்)  significa "el comienzo del Thai abre la puerta a nuevas oportunidades" es citado a menudo con referencia al festival Pongal.  Los tamiles le agradecen al dios Sol (கதிரவன்) Surya por la buena cosecha y consagran los primeros granos a él en su 'Surya Mangalyam'. 

## Decoraciones y bailes
Los tamiles decoran sus hogares con hojas de banana y mango y embellecen el suelo con patrones decorativos preparados utilizando harina arroz. Es común también la danza del Pavo Real, la cual es interpretada por niñas vestidas de pavo real durante la fiesta de la cosecha de Thai Pongal en los estados indios de Tamil Nadu y Kerala.